# Henri XIII de Bavière
Pour les articles homonymes, voir Henri XIII.
Henri XIII de Bavière (19 novembre 1235 – 3 février 1290) est un duc de Bavière de la Maison de Wittelsbach. 
Fils d'Othon II, il règne conjointement avec son frère aîné Louis II de 1253 à 1255. Ils se partagent ensuite leurs possessions : Louis II reçoit le Palatinat et la Haute-Bavière, tandis que Henri XIII règne sur la Basse-Bavière.
Henri XIII épouse en 1250 Élisabeth de Hongrie, fille du roi Béla IV. Elle lui donne dix enfants, dont :
- Othon III (1261-1312) ;
- Louis III (1269-1296) ;
- Étienne Ier (1271-1310) ;
- Élisabeth (morte en 1314), religieuse à l'abbaye de Seligenthal ;
- Catherine (morte en 1310) épouse de Frédéric Tuta.

Ses trois fils lui succèdent conjointement à sa mort.